# ハンナ・アーレント (小惑星)
ハンナ・アーレント（英語：100027 Hannaharendt）は、小惑星帯の小惑星である。ドイツの天文学者フライムート・ベルンゲンとルッツ・D・シュマーデルがドイツ、タウテンベルクの天文台で発見した。
ドイツ出身のアメリカ合衆国の政治哲学者、政治思想家のハンナ・アーレント（アレント）から命名された。